# Asja Lācis

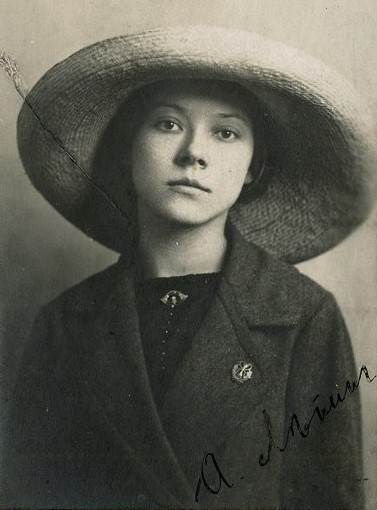
Asja Lācis im Jahr 1914

Asja Anna Ernestowna Lācis, geborene Liepiņa (* 19. Oktober 1891 in Līgatne, Gouvernement Livland, Russisches Kaiserreich; † 21. November 1979 in Riga, Lettische Sowjetrepublik, Sowjetunion) war eine lettische Schauspielerin, Regisseurin und Theaterleiterin.

## Leben
Asja Lācis wurde 1891 auf dem Gut Ķempji in Lettland geboren. Der Vater war Sozialdemokrat, Tapezierer in der Rigaer Waggonfabrik, während die Mutter einen kleinen Laden führte. Sie ermöglichten ihr den Besuch eines Privat-Gymnasiums in Riga. Danach studierte Asja Lācis von 1912 an drei Semester an der Allgemeinen Fakultät des Psychoneurologischen Instituts von Wladimir Michailowitsch Bechterew in Sankt Petersburg, erste Hochschule für Frauen. Schon früh war sie vom Theater begeistert. In Petersburg war ihr Vorbild Wsewolod Emiljewitsch Meyerhold tätig. Besonders beeindruckt war sie auch vom avantgardistischen Schaffen Majakowskis und des Regisseurs Nikolai Jewreinow. 1914 heiratete sie Jūlijs Lācis und begann im folgenden Jahr mit dem Studium an der Schanjawski-Volksuniversität (jetzt Russische Staatliche Geisteswissenschaftliche Universität) in Moskau. Mit ihrer Schauspielausbildung begann sie 1916 im Studio von Fjodor Komissarschewski (1882–1954). Nach ihrer Rückkehr nach Orjol gründete sie dort ein proletarisches Kindertheater und übernahm die Regiearbeiten. Dabei integrierte sie eine Improvisationsmethode, mit der sie die Fantasie der Kinder nutzte. Wenig später gestaltete sie Aufführungen im Arbeitertheater in Riga.
1922 ging sie nach Berlin und lernte dort die Theaterszene kennen. Sie kam in Kontakt mit Walter Benjamin und Bertolt Brecht, die sich auf ihre Initiative hin 1924 trafen. Gemeinsam mit Benjamin verfasste sie einen Aufsatz über Neapel und arbeitete an dessen Passagen-Werk mit. Er machte sie mit seinem Aufsatz über das Programm des proletarischen Kindertheaters einem größeren Kreis bekannt. 1925 spielte Asja Lācis in Die Kameliendame am  Deutschen Theater unter der Regie ihres späteren Ehemanns, des Regisseurs und Theatertheoretikers Bernhard Reich. 1928 wurde sie Filmressortleiterin bei der Handelsabteilung der sowjetischen Botschaft in Berlin.
In den nächsten Jahren unterstützte sie Ernst Toller und Erwin Piscator auf ihren Reisen in die Sowjetunion. So übernahm sie die Regieassistenz von Piscator bei der Verfilmung von Anna Seghers’ Novelle Aufstand der Fischer von St. Barbara. Sie machte dort das Werk Brechts bekannter und widmete sich nunmehr dem Film. 1932 immatrikulierte sie sich an der Drehbuchautoren-Fakultät im sowjetischen Kinoinstitut in Moskau. Im folgenden Jahr übernahm sie dort die Regie am lettischen Theater „Skatuve“ (lettisch: Bühne).
Im Zuge der „Lettischen Operation“ wurde Asja Lācis 1938 vom NKWD verhaftet und bis 1948 in  Arbeitslagern in Kasachstan interniert. Anschließend kehrte sie nach Lettland zurück und ging als Regisseurin ans Theater von Valmiera. Mitte der 1950er Jahre nahm sie wieder Kontakt zu Brecht und Piscator auf und setzte als Regisseurin auf lettischen Bühnen Brecht durch. Sie trat 1956 in die Kommunistische Partei der Sowjetunion ein. Nach ihrer Pensionierung 1958 war sie als Theaterkritikerin tätig.

## Publikationen
- Революционный театр Германии (Revolutionäres Theater in Deutschland). Goslitisdat, Moskau 1935.
- Красная гвоздика. воспоминания (Die rote Nelke. Erinnerungen). Liesma, Riga 1984; Moskau 2018[1].
- Revolutionär im Beruf. Berichte über proletarisches Theater, über Meyerhold, Brecht, Benjamin und Piscator. Hrsg. von Hildegard Brenner. Rogner und Bernhard, München 1971; Digitalisat (PDF) bei monoskop.org.
- Städte und Menschen. Erinnerungen. In: Sinn und Form Heft 6/1969, S. 1326–1357.